# Grand Theft Auto IV
Grand Theft Auto IV, noto anche come GTA IV, è un videogioco open world action-adventure del 2008, sviluppato da Rockstar North e pubblicato da Rockstar Games per PlayStation 3, Xbox 360 e Microsoft Windows. È stato commercializzato per PlayStation 3 ed Xbox 360 in Oceania, Europa e Nord America il 29 aprile 2008 e in Giappone il 30 ottobre dello stesso anno; la versione per Windows, invece, è stata resa disponibile in Nord America il 2 dicembre 2008 e in Europa il giorno seguente. Il 9 febbraio 2017 la versione Xbox 360 del videogioco è uscita per Xbox One su Xbox Live come contenuto retrocompatibile.
Si tratta del sesto capitolo principale della serie di videogiochi Grand Theft Auto e dell'undicesimo complessivo (includendo anche espansioni e spin-off). Il gioco è ambientato nel 2008, in una totalmente ridisegnata Liberty City, una città immaginaria fortemente ispirata a New York.
Questo capitolo è incentrato sulla figura di Niko Bellic, un ex-militare serbo reduce da una non menzionata guerra in Europa orientale, recatosi negli Stati Uniti in cerca del sogno americano.
Nel gioco è inclusa anche una modalità multiplayer online, che permette di giocare missioni cooperative fino ad un massimo di 16 giocatori contemporaneamente. Questa modalità non è più disponibile su PC dal 2020.
Grand Theft Auto IV ha avuto un notevole successo di critica e di vendite. Nel 2010 è uscita una nuova versione del gioco, intitolata Grand Theft Auto IV: The Complete Edition, che include il gioco principale e le sue due espansioni (The Lost and Damned e The Ballad of Gay Tony).

## Trama

### Ambientazione
Grand Theft Auto IV è ambientato nel 2008, a Liberty City. La città è stata rivisitata e divisa in quattro sezioni per ricordare i quattro grandi distretti di New York: Broker (basata su Brooklyn), Dukes (il Queens), Bohan (il Bronx) e Algonquin (Manhattan). L'ambientazione include anche il confinante stato di Alderney (basato sul New Jersey). Inizialmente, i ponti che collegano i distretti saranno chiusi a causa di una minaccia terroristica, e si verrà perseguiti dalla polizia se li si attraverserà, ma il blocco verrà sollevato con il proseguire della storia, permettendo ai giocatori di visitare l'intera città.
Grand Theft Auto IV è considerato il primo capitolo del cosiddetto "Universo HD", che ricorda per molti aspetti il mondo reale. I capitoli precedenti formavano degli universi a sé e, pur condividendo molti aspetti con l'Universo HD, fanno parte di storie diverse. La nuova linea temporale avviata da questo capitolo è stata poi portata avanti prima da due espansioni, The Lost and Damned e The Ballad of Gay Tony, e poi da un seguito, Grand Theft Auto V. Anche il videogioco per Nintendo DS e PSP Grand Theft Auto: Chinatown Wars è ritenuto parte dell'Universo HD.

### Storia
Niko Bellic, ex-militare serbo, giunge a Liberty City a bordo di una nave da carico, la Platypus, per sfuggire al suo passato criminale, vivere il sogno americano e dare la caccia all'uomo che, dieci anni prima, tradì il suo plotone e provocò la morte di numerosi suoi amici e commilitoni. Riunitosi con suo cugino Roman, scopre che le storie di ricchezza, che quest'ultimo gli aveva raccontato via e-mail, erano delle menzogne, volte a nascondere la verità: Roman vive all'interno di uno squallido appartamento di Broker, dirige una fallimentare impresa di taxi, è sommerso di debiti ed è regolarmente minacciato da strozzini. Niko decide così di aiutarlo, entrando in contatto con il sottobosco criminale della città. Diviene amico del vice della gang giamaicana degli Yardies, Little Jacob, e inizia a lavorare per lo strozzino russo Vlad Glebov, che poi uccide dopo aver scoperto che aveva una relazione con Mallorie, la fidanzata di Roman.
L'eliminazione di Vlad attirerà l'attenzione della mafia russa, infatti Niko e Roman verranno rapiti per ordine del boss Mikhail Faustin e del suo luogotenente, Dimitri Rascalov. Faustin sfrutterà Niko come sicario per farsi ripagare dell'eliminazione di Vlad che era uno dei suoi uomini più fidati (seppure Faustin ammetta di averlo sempre disprezzato), finendo poi però per commissionare l'omicidio di Lenny Petrović, figlio del signore del crimine Russo Kenny Petrović. Quando quest'ultimo minaccia di vendicarsi, Dimitri convince Niko che deve uccidere Faustin per mettere pace tra loro e Petrović. Niko esegue il compito, tuttavia viene poi tradito da Dimitri, che tenta di consegnarlo a Ray Bulgarin, altro boss russo internazionale, coinvolto nel contrabbando di merce illegale e nel traffico di esseri umani in Europa, ed ex-datore di lavoro di Niko, dai tempi in cui era in patria. Bulgarin lo reputa responsabile di un affare andato male sulle coste del Mediterraneo, dove Niko venne intercettato dalla polizia mentre stava trasportando via mare un carico di merce rubata per conto di Bulgarin. L'imbarcazione andò distrutta e il suo carico perso, mentre Niko fu costretto a fuggire a nuoto dalle autorità. Bulgarin pretende quindi di essere risarcito per i soldi che ha perso con tale affare, ma Niko si rifiuta, non ritenendosi responsabile di quanto accaduto, il che da il via ad una sparatoria nella quale Bulgarin e Dimitri riescono a fuggire, mentre Niko e Little Jacob eliminano i loro sicari.
Come ripercussione per quanto accaduto, gli uomini di Dimitri appiccano il fuoco all'appartamento e al deposito di taxi di Niko e Roman, che sono quindi costretti a trasferirsi a Bohan. Mentre Niko inizia a lavorare per i signori della droga e diversi altri criminali locali, Dimitri fa rapire Roman nel tentativo di condurre Niko in una trappola, ma il piano fallisce quando Mallorie avverte dell'accaduto Niko, che riesce a salvare il cugino in tempo. In seguito Niko scopre che Michelle, una ragazza che aveva conosciuto tramite Mallorie e con la quale aveva iniziato una relazione, è in realtà un agente governativo; Michelle lo costringe infatti a lavorare per la sua agenzia, che utilizza la sede del giornale United Liberty Paper, come copertura. In cambio dell'assassinio di vari terroristi e di altre persone "scomode" al governo statunitense, l'agenzia promette di ripulire la fedina penale di Niko, di fornirgli la cittadinanza americana e di aiutarlo a cercare il traditore del suo plotone. Fortunatamente, Roman riesce a intascare l'assicurazione per l'incendio del deposito dei taxi e con i soldi riavvia la sua impresa e acquista un appartamento di lusso ad Algonquin. Diverso tempo dopo, inoltre, Roman chiede a Mallorie di sposarlo, e lei accetta.
Intanto Niko, lavorando per la spacciatrice di Bohan, Elizabeta Torres, viene introdotto alla mafia irlandese tramite Patrick "Packie" McReary, un gangster con il quale Niko stringerà una buona amicizia. Assieme a Packie e ai suoi fratelli, Niko effettua il suo primo "grande colpo" in città, rapinando la banca di Algonquin e ottenendo dalla mafia irlandese una parte del malloppo, ovvero un compenso di ben 250mila dollari. Più tardi, Niko viene assoldato da Ray Boccino, uomo d'onore della famiglia dei Pegorino, per supervisionare un affare legato a dei diamanti rubati. In cambio della sua collaborazione in tale affare, Niko chiede a Ray il suo aiuto per trovare la persona che tradii i suoi compagni d'armi in patria. Malgrado l'affare dei diamanti vada male, Ray mantiene lo stesso la parola data e aiuta Niko a scovare il suo ex-commilitone, Florian Cravic, che ha cambiato vita ed identità a Liberty City, rivelandosi omosessuale e facendosi chiamare Bernie Crane. Da lui, Niko scopre che a tradire la sua unità è stato il terzo sopravvissuto, Darko Brevic. Niko difenderà inoltre Bernie da alcuni sgherri di Dimitri, che minacciavano di rivelare la relazione segreta che Bernie aveva con il vice sindaco Bryce Dawkins essendo quest'ultimo sposato e con figli. Inoltre, continuando a lavorare per la mafia di Liberty City, Niko si guadagna la fiducia del Don Jimmy Pegorino, per conto del quale uccide Boccino, creduto una spia. Insieme a Packie, rapisce inoltre Gracie, la figlia del capomafia Giovanni Ancelotti, nel tentativo di usarla come riscatto per ottenere i diamanti. L'accordo va però in fumo con l'arrivo di Bulgarin, che rivela che i diamanti appartenevano inizialmente a lui e gli sono stati rubati. In seguito a uno scontro a fuoco, i diamanti vanno perduti per sempre quando uno dei russi, messo all'angolo, li getta in un camion della spazzatura.
Alla fine, l'agenzia governativa di Michelle, per la quale Niko aveva lavorato, localizza Darko Brevic a Bucarest e lo porta a Liberty City, come da accordi. Niko si confronterà con Darko e potrà decidere se ucciderlo o lasciarlo vivere (con il rimorso di aver provocato la morte dei suoi vecchi amici per appena mille dollari). Chiusi i conti con il passato, Niko è ormai in procinto di lasciarsi la vita criminale alle spalle, deciso anche a provare ad instaurare una relazione con la sorella di Packie, Kate McReary, della quale si era da tempo invaghito. Si incontra quindi con Pegorino, che ha un ultimo favore da chiedergli: Jimmy ha bisogno dell'aiuto di Niko, in un affare che si rivelerebbe così redditizio da permettere ai Pegorino di mettersi in pari con le altre famiglie mafiose italiane della città, tale affare riguarda la vendita di un enorme carico di eroina alla mafia Russa di Dimitri Rascalov. Niko deve quindi decidere se rischiare e lavorare ancora con Dimitri, nonostante i loro trascorsi, o vendicarsi di lui e andare ad ucciderlo, dopo aver saputo da Roman che il russo stava preparando una nave per il trasporto della droga che avrebbe ricevuto dai Pegorino. Tale nave è la Platypus, la stessa imbarcazione su cui Niko era arrivato mesi prima a Liberty City.
Scegliendo il finale Affare, Niko rinuncerà alla possibilità di avere una vita normale e una relazione con Kate McReary, rassegnandosi ad essere un criminale per sempre e continuando a lavorare per la mafia dei Pegorino. Tuttavia Dimitri tradisce ancora una volta Niko uccidendo i mafiosi inviati a recuperare l'eroina e tenendola per sé. Niko riesce tuttavia a recuperare i soldi dell'affare, ottenendo un lauto compenso. Malgrado ciò, al matrimonio di Roman e Mallorie, Dimitri invia un sicario per assassinare Niko, il quale riesce a difendersi e ad uccidere l'aggressore, ma nella colluttazione un colpo di pistola raggiunge anche Roman, uccidendolo. Devastato e furioso per la perdita del cugino, Niko dà la caccia a Dimitri, che intanto ha ucciso anche Jimmy Pegorino. Insieme a Little Jacob, Niko mette alle strette il mafioso Russo, riuscendo finalmente a ucciderlo. Dopo la fine del gioco, Mallorie rivela a Niko di essere incinta e quest'ultimo giura di proteggere lei e il bambino di Roman e di non fargli mai mancare niente. Kate, inoltre, telefonerà Niko per fargli le sue condoglianze per Roman e dirgli addio, inviandogli inoltre un email dove la ragazza gli dirà che vuole prendere le distanze da Niko, essendo quest'ultimo, come i fratelli di Kate, incapace di lasciarsi la vita criminale alle spalle.
Se si sceglie invece il finale Vendetta (quello considerato canonico), Niko deciderà di tagliare ogni sua connessione col giro della criminalità locale, tradendo Pegorino e raggiungendo Dimitri sulla nave Platypus, dove farà strage dei suoi uomini e ucciderà il mafioso Russo una volta e per tutte. Eliminato Dimitri e prese le distanze dalla mafia dei Pegorino, Niko è convinto di essersi finalmente lasciato il passato alle spalle e decide quindi di intraprendere una relazione sentimentale con Kate, recandosi con quest'ultima al matrimonio di Roman e Mallorie. Tuttavia, all'uscita dalla chiesa, Jimmy Pegorino spara dal finestrino di una macchina in corsa sulla folla presente al matrimonio. Il malavitoso italiano, infatti, era deciso a vendicarsi di Niko, che uccidendo Dimitri aveva mandato in fumo l'affare dei Pegorino con i Russi. Malgrado Jimmy volesse colpire Niko, sarà invece Kate a venire raggiunta dai suoi proiettili venendo assassinata. Niko si sente responsabile di aver causato la morte della donna, per cui stava iniziando a provare dei sentimenti e che rappresentava per lui l'occasione di costruire una famiglia per vivere una vita normale e redimersi del suo passato. Furibondo, Niko decide di dare la caccia a Pegorino per vendicare la morte di Kate, venendo aiutato da Little Jacob e Roman, grazie ai quali riuscirà a rintracciare Jimmy Pegorino e ad ucciderlo dopo un lungo inseguimento. Tempo dopo la fine del gioco, Roman telefona Niko e gli rivela che Mallorie è incinta e, se il loro primogenito sarà una femmina, chiameranno la bambina Kate. Packie telefonerà anch'egli Niko, per dirgli che la morte di Kate è stata un durissimo colpo per la loro famiglia e per loro madre, con Niko che gli farà le sue condoglianze dicendogli di star vicino a quest'ultima.

## Modalità di gioco

Schermata dell'edizione Windows.

Le modalità di gioco sono rimaste molto simili a quelle dei suoi predecessori con la visuale in terza persona alle spalle del giocatore, il quale impersona il protagonista, Niko Bellic. A differenza degli altri Grand Theft Auto, tuttavia, in questo capitolo la grafica, l'intelligenza artificiale di passanti e nemici e il realismo generale sono stati notevolmente migliorati, inoltre la Liberty City del gioco riproduce fedelmente in una maniera quasi impressionante la reale New York City. In questo capitolo sono state aggiunte inoltre delle novità come la possibilità di utilizzare il cellulare per contattare i propri amici e datori di lavoro per ottenere dialoghi extra, missioni secondarie e uscire con loro. Si verrà spesso contattati tramite telefonate e messaggi dai nostri contatti che ci affideranno nuove missioni o semplicemente vorranno svolgere delle attività. Sarà inoltre possibile digitare diversi numeri per telefonare al pronto soccorso, alla polizia e ai vigili del fuoco per farsi soccorrere in caso di necessità. Inoltre si può personalizzare il cellulare dopo una certa missione con sfondi scaricati e suonerie, e il telefono può anche essere utilizzato per scattare delle foto. Altre novità sono la possibilità di guardare la televisione che riproduce diversi tipi di filmati, da show di cabaret comici, partite di poker in diretta da Las Venturas (fittizia città basata su Las Vegas), oppure talk show come "The Men's Room", televendite, documentari sulla storia di Liberty City e pubblicità. Sarà anche possibile accedere ai computer del gioco e andare su internet a leggere le ultime notizie e persino blog immaginari e fissare appuntamenti per Niko Bellic su finti siti d'incontri Online come Lovemeet.net, inoltre si potrà visualizzare e rispondere alle e-mail che ci verranno regolarmente inviate nel corso della storia del gioco dagli amici e conoscenti del protagonista. Un'altra opzione aggiunta in questo capitolo è la possibilità di usufruire dei taxi e delle metropolitane per spostarsi velocemente da una parte all'altra della città senza dover per forza commettere crimini rubando auto o altri veicoli per spostarsi quando non si è in possesso di un veicolo. In GTA 4, inoltre se si fallisce una missione della storia sarà possibile ricominciarla immediatamente usando il messaggio rigioca che ci verrà inviato sul cellulare del gioco, per tornare indietro nel tempo e ripetere la missione da capo o da un checkpoint.
A differenza dei suoi predecessori in questo quarto capitolo si potranno anche effettuare delle vere e proprie scelte narrative che influenzeranno il resto della storia del gioco, in particolare si potrà scegliere il destino di diversi personaggi e persino il finale del gioco che verrà determinato dalla scelta del giocatore di svolgere un redditizio affare malavitoso o vendicarsi del nemico principale del gioco. Anche il sequel, GTA V proseguendo sulla strada di questo gioco, presenta molti delle innovazioni di GTA 4 tra cui la possibilità di scegliere tra ben tre finali differenti. Altra modalità introdotta da questo capitolo in poi, è quella degli "Appuntamenti", infatti similmente a come accadeva in GTA San Andreas dove il protagonista poteva frequentarsi con diverse ragazze e svolgere con loro delle attività extra fuori dalla storia principale, anche in GTA 4 sarà possibile fare questo ma non solo con le fidanzate ma anche con gli amici conosciuti nel gioco. GTA 4 inoltre espande tale modalità fornendo a ciascun personaggio con il quale è possibile uscire molti dialoghi unici sia quando lo si va a prendere sia per ogni attività svolta insieme a lui/lei, inoltre molti amici e fidanzate possono fornire dei vantaggi a Niko e quindi al giocatore, se essi avranno almeno il 75% di gradimento verso i suoi confronti. Ad esempio alcuni potranno fornire a Niko delle armi o dei rinforzi altri potranno azzerare il suo livello di sospettato o aiutarlo a curarsi. Con gli amici e le fidanzate, ma anche da soli sarà possibile fare delle attività uniche mai viste prima in altri capitoli della serie come giocare a Bowling o andare a teatro a vedere uno spettacolo, inoltre solo con amici e fidanzate sarà anche possibile ubriacarsi nei bar ottenendo altri dialoghi unici con le proprie frequentazioni.
Il sistema di mira e dei combattimenti è stato notevolmente migliorato e reso più realistico così come i danni subiti sia dal giocatore che dai suoi nemici. Anche i danni prodotti ai veicoli che guida saranno più realistici. Il sistema di guida è stato anch'esso reso più realistico ed impegnativo, ciascun veicolo avrà infatti una maneggevolezza diversa, inoltre una particolarità di questo capitolo è che Niko indosserà dei caschi quando si metterà alla guida di una moto. Sarà possibile anche recarsi negli strip club i quali saranno molto più realistici di quelli visti in GTA Vice City e in San Andreas e avere rapporti con le prostitute e per la prima volta sarà anche possibile assistere a tali rapporti sebbene i personaggi coinvolti saranno vestiti durante l'atto sessuale. Sono stati invece rimossi alcuni elementi piuttosto irrealistici presenti nei vecchi capitoli della serie, come la possibilità di guadagnare soldi dal nulla effettuando acrobazie folli e impennate oppure la possibilità di distruggere con attacchi fisici, staccionate, pali della luce e persino veicoli, inoltre non sarà più possibile far esplodere una macchina con un solo colpo d'arma da fuoco al serbatoio ma serviranno diversi colpi di arma da fuoco per provocare un'esplosione del serbatoio ed esso non sempre esploderà immediatamente ma il più delle volte prenderà semplicemente fuoco ed il veicolo impiegherà diverso tempo per esplodere. La resistenza generale di tutti i veicoli è stata infatti notevolmente incrementata rispetto ai precedenti GTA. Inoltre a differenza dei giochi precedenti della serie, in GTA 4 danneggiando troppo una macchina con degli incidenti, essa non esploderà ma si fermerà e il motore produrrà del fumo nero e non si sarà più in grado di farlo partire. Rimosse sono anche la possibilità di iniziare missioni secondarie entrando in ambulanze e autopompe dei pompieri come paramedici o vigili del fuoco, tuttavia sarà possibile guadagnare denaro come cacciatore di taglie entrando in volanti della polizia e rintracciando grazie al computer di bordo criminali e fuori legge ricercati ed ucciderli per conto della polizia ed appropriarsi dei soldi posseduti dai vari criminali eliminati. Durante la prima parte del gioco si potrà inoltre lavorare come tassista per l'azienda di Roman telefonando a quest'ultimo, proprio come si faceva nei precedenti GTA entrando nei taxi. Il gioco presenta una vasta gamma di veicoli ma soprattutto macchine e moto. Sono stati infatti rimossi veicoli come biciclette, quad, carri armati ed aerei presenti in alcuni capitoli precedenti ma sarà possibile pilotare elicotteri e motoscafi. Inoltre Niko sarà capace di nuotare ma non di immergersi sott'acqua come si poteva invece fare in GTA San Andreas.
La polizia sarà notevolmente più aggressiva rispetto ai precedenti capitoli, ma seminarla sarà piuttosto facile soprattutto nei primi livelli di ricercato in quanto basterà fuoriuscire dall'area di sospetto e rimanere fuori dal raggio d'azione della polizia per alcuni secondi per ritornare anonimi. Sarà particolarmente ostico invece liberarsi di un sospetto dalle quattro stelle in poi in quanto l'aria di sospetto si estenderà quasi a metà di ciascuna isola della mappa e si dovrà quindi ricorrere ai Pay N' Spray che in questo capitolo fanno avanzare il tempo di tre ore ad ogni riverniciatura dei veicoli per dare un maggior senso di realismo (contrariamente ai vecchi Grand Theft Auto dove la riverniciatura era istantanea). Inoltre per la prima volta in un GTA, avendo un livello di ricercato di una sola stella i poliziotti non spareranno e sarà possibile arrendersi alla polizia e farsi arrestare mentre resistendo si passa direttamente a due stelle e gli agenti saranno solo allora autorizzati ad aprire il fuoco. Un'altra differenza con i precedenti capitoli è che in GTA 4 si perdono le armi trovate o comperate all'interno nel gioco solo venendo arrestati e non anche dopo essere stati dimessi dall'ospedale.

## Obiettivi e trofei
Nella versione Xbox 360 e PC sono presenti 50 obiettivi per un totale di 1000 punti (65 per un totale di 1500 punti se si comprendono le espansioni The Lost and Damned e The Ballad of Gay Tony). Nella versione PS3 sono presenti 51 trofei (66 comprese le due espansioni).

## Produzione
Inizialmente i creatori del gioco avevano pensato alla mappa di GTA IV come a quella del suo successore, GTA V, essendo intenzionati ad aggiungere oltre alla città di Liberty una vasta area circostante con zone boschive, montagne e paesi di periferia che si sarebbe chiamata "Liberty State", l'idea venne poi accantonata a causa del tempo limite posseduto per sviluppare il gioco.

## Impatto sociale

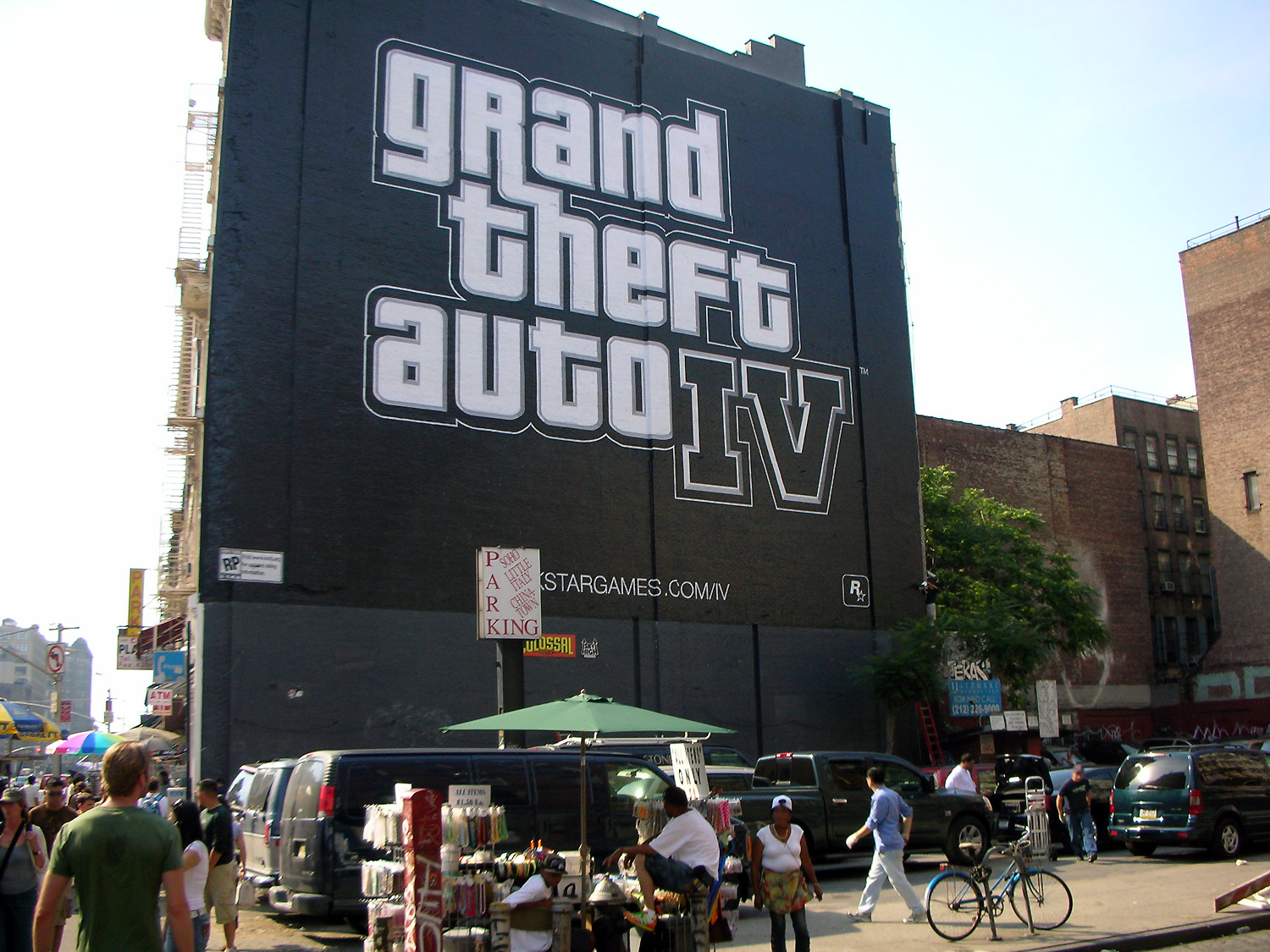
Murale a New York per la presentazione di GTA IV

A pochi giorni dalla commercializzazione, in Italia il videogioco ha ricevuto non poche critiche da parte delle associazioni dei consumatori, che ne hanno disapprovato il susseguirsi di atrocità e di scene scioccanti. Il Codacons ha presentato un esposto alle 104 Procure della Repubblica chiedendo di aprire un'indagine alla luce del possibile reato di istigazione a delinquere. Conseguentemente, la Procura di Livorno ha aperto un'inchiesta.

La Rockstar Games ha così risposto all'inchiesta effettuata contro il videogioco GTA IV e alla sua censura: 

### Censura
La versione per il mercato australiano del gioco è censurata di alcuni contenuti ritenuti scabrosi dall'Office of Film and Literature Classification australiano, come ad esempio la presenza di prostitute e la possibilità di caricarle a bordo. Questo al fine di permetterne una commercializzazione del videogioco ad un pubblico dai 15 anni in su.

### Critiche
A poche ore dalla pubblicazione del gioco furono riscontrati dei crash durante la sessione di gioco, che costringevano irrimediabilmente a riavviare la console e in alcuni casi a cancellare e reinstallare i dati di gioco di GTA IV sull'hard disk della PlayStation 3. Per correggere questi bug Rockstar Games pubblicò una patch il 7 maggio 2008.
Anche la versione per Microsoft Windows non fu esente da problemi, in particolare riguardanti errori di avvio non documentati, impossibilità di selezionare opzioni grafiche avanzate, il supporto per le schede ATI di fascia alta e l'integrazione con Windows Live e Rockstar Social Games. Questi problemi sono in gran parte stati corretti con le patch successive. Il 14 dicembre 2008, durante gli Spike Video Game Awards 2008, GTA IV è stato premiato come miglior gioco dell'anno.

### Accoglienza
La rivista Play Generation lo classificò come il quarto miglior gioco d'avventura e terzo miglior titolo online del 2008. La stessa testata classificò la versione Complete Edition come uno dei quattro migliori giochi ambientati a New York.

### Successo commerciale
Grande successo sia commerciale che di critica, Grand Theft Auto IV ha venduto durante il primo giorno di rilascio ben 3,6 milioni di copie, superando il precedente record appartenente a Halo 3, incassando la cifra record di 310 milioni di dollari. In una settimana il gioco è stato venduto in sei milioni di copie, fatturando 500 milioni di dollari e superando il precedente record, anch'esso appartenente ad Halo 3, che in sette giorni vendette per 300 milioni di dollari.
Il 9 giugno 2010 Take Two ha annunciato che ne sono state vendute 17 milioni di copie. Successivamente, a settembre 2011, ha dichiarato che le copie distribuite nei negozi sono arrivate ad un totale di 22 milioni. A luglio 2013, il videogioco aveva venduto oltre 25 milioni di copie. Tutti i record di vendite di Grand Theft Auto IV furono battuti dal suo successore, Grand Theft Auto V, dopo il suo rilascio.

## Differenze tra versioni console e PC
Sulle console, GTA IV, ha una risoluzione differente: su Xbox 360 il gioco ha una risoluzione nativa di 720p e fa uso dell'MSAA 2x, mentre su PlayStation 3 la risoluzione nativa è significativamente più bassa a 1152x640 pixel, e per contrastare le scalettature utilizza un tipo diverso di antialiasing, il QAA.
Il QAA è il doppio più efficiente rispetto all'MSAA 2x, ed è stato scelto sulla versione PlayStation 3 proprio per rimediare alla risoluzione nativa più bassa.
Su tutte le piattaforme su cui è stato rilasciato l'ottimizzazione non è il suo punto di forza, su PS3 e Xbox 360 il framerate scende fino a 20 FPS. Su PC invece nonostante le numerose patch rilasciate da Rockstar il gioco fatica a mantenere un framerate costante. Su computer di nuova generazione la situazione naturalmente migliora ma anche lì il gioco è afflitto da parecchi problemi, anche nella versione base di Xbox One il gioco gira a 28-30 FPS mentre nella versione X ha un framerate costante. Questi problemi vengono attribuiti alla fisica estremamente realistica dei personaggi giocanti e non giocanti o anche alla fisica dei veicoli che presentano una guida simulativa, a differenza di GTA V, nel quale la guida dei veicoli risulta essere molto più arcade (meno realistica ma più pensata per il gaming).
Bisogna anche contare che questo capitolo di Grand Theft Auto è stato il primo della serie ad aver cambiato motore grafico e fisico rispetto ai suoi predecessori PlayStation 2.

### Versione PC
La versione PC presenta notevoli migliorie grafiche e di performance rispetto alle versioni console:
- Risoluzione massima scalata a 2560x1600[28].
- Distanza di rendering notevolmente ampliata[28].
- Triplicato il numero di vetture visualizzabili contemporaneamente (triplicato il traffico).
- Aumentato il numero di pedoni.
- Miglioramento notevole delle texture[28], degli effetti di luce (HDR), fumo e acqua.
- Eliminata la sfocatura sulla distanza[28].
- Eliminato in parte il pop-up degli oggetti[28].
- Possibilità di utilizzare contemporaneamente joypad e mouse.
- È presente l'opzione replay con un editor dedicato, ovvero la possibilità di rivedere e montare in un video alcuni spezzoni del gameplay, con la possibilità di pubblicare i montaggi su internet tramite Rockstar Social Club TV[28].
- Migliorati i filtri per le partite online.
- Aumentato il numero massimo di giocatori in multiplayer della versione PC da 16 a 32.

La versione PC, nonostante evidenti miglioramenti rispetto alla versione per console, era affetta da molti bug. Al lancio del gioco per la versione PC molti utenti si lamentarono di tali problemi e in seguito furono pubblicate ben cinque patch dagli sviluppatori per correggere ogni problema.
Tuttavia la versione PC risulta ancora oggi essere molto pesante.

## Espansioni
Rockstar Games ha pubblicato due espansioni per Grand Theft Auto IV: The Lost and Damned, inizialmente pubblicata il 17 febbraio 2009 per Xbox 360, e The Ballad of Gay Tony, pubblicata il 29 ottobre 2009. Entrambe le espansioni sono state pubblicate anche per PlayStation 3 e Microsoft Windows il 16 aprile 2010, in un disco intitolato Grand Theft Auto: Episodes from Liberty City, che non necessita del gioco originale per essere usufruito.

## Personaggi
- Niko Bellic: protagonista del gioco, uomo di trent'anni veterano delle guerre jugoslave. Arriva a Liberty City con lo scopo di vendicarsi di Darko Brevic, un suo compagno d'armi che durante la guerra rinnegò il loro plotone per soldi, portando alla morte di quasi tutti i compagni d'armi di Niko. Sbarcando a Liberty City, Niko spera anche di poter riuscire a trovare le opportunità che non ha mai avuto al suo paese, ma i debiti del cugino Roman lo trascineranno sempre più nel giro della criminalità locale. In breve tempo e contro il suo stesso volere, Niko diventerà uno dei killer a pagamento più ambiti dalle varie organizzazioni malavitose della città.
- Roman Bellic: ottimista e donnaiolo, Roman ha attirato suo cugino a Liberty City, promettendogli una vita facile, piena di ricchezza e prosperità pur essendo solo un modesto lavoratore pieno di debiti. Infatti nonostante possieda un'azienda di taxi privati, a causa del suo vizio per il gioco d'azzardo è costretto a richiedere costantemente prestiti a gente losca. All'inizio del gioco lo troviamo a vivere in un lurido monolocale mentre viene costantemente minacciato da diversi criminali. Niko deciderà quindi di difendere il cugino dai malavitosi con i quali è indebitato. Roman è fidanzato con Mallorie Bardas, una ragazza portoricana con cui verso la fine del gioco si sposerà.
- Little Jacob: amico di Roman e Niko, aiuterà spesso soprattutto quest'ultimo durante il gioco e lo farà lavorare per lui nel giro di droga organizzato dalla sua gang di spacciatori giamaicani, gli Yardies. Si dimostrerà un amico fidato e un prezioso alleato per i cugini Bellic, aiutandoli più volte contro i loro nemici e fornendo armi a buon mercato a Niko.
- Dimitri Rascalov: braccio destro e miglior amico del boss della malavita Russa di Hove Beach, Mikhail Faustin. Dimitri ambiva segretamente a spodestare Faustin e sfrutterà gli eccessi d'ira e la dipendenza dalla droga di quest'ultimo, per convincere Niko ad eliminarlo, in modo da poterne prendere il posto come capo dell'organizzazione criminale di Hove Beach. Dopo aver tradito il suo migliore amico, Dimitri volterà le spalle anche a Niko, vendendolo a Ray Bulgarin, un altro pericoloso mafioso Russo che aveva messo una taglia sulla testa di Niko in Europa, a seguito di un affare andato male. Dimitri arriverà a bruciare la casa e il lavoro di Roman e persino a rapirlo pur di far uscire Niko allo scoperto. Alla fine del gioco si potrà decidere se vendicarsi di Dimitri e eliminarlo o lavorare ancora con lui per saldare una volta e per tutte il debito che Niko aveva con la mafia Russa. Il giocatore dovrà infatti scegliere tra i finali "Vendetta" e "Affare". Ma entrambe le decisioni non avranno risvolti positivi per i cugini Bellic e i loro legami affettivi.
- Darko Brevic: colui che causò la morte di quasi tutto il plotone di Niko durante la guerra da loro combattuta in patria. Darko spiegherà di aver tradito la loro squadra a causa della sua dipendenza dalla droga, per la quale aveva bisogno di soldi, ed è per questa ragione che decise di vendere i suoi amici ai soldati avversari. Darko dirà anche di non essere affatto fiero di ciò che fece, né della vita che ha condotto dopo la guerra e che morire per lui sarebbe solo una liberazione. Sarà dunque possibile decidere se risparmiargli la vita facendolo vivere nel pentimento o eliminarlo per far compiere a Niko la sua tanto agognata vendetta.

## Versione Beta
In occasione del decimo anniversario del gioco, il canale YouTube GTA Series Videos ha pubblicato un video che mostra alcuni degli elementi rimossi dalla versione Beta, ovvero la versione inizialmente pensata per il gioco, rispetto a quella finale. Tra le varie divergenze troviamo:
- La prima missione del gioco era ambientata di giorno mentre nella versione finale è notte. Anche in uno dei primi trailer del gioco infatti la missione iniziale era visibile durante il giorno.
- Niko Bellic sarebbe potuto andare dal barbiere e il giocatore avrebbe potuto scegliere diverse acconciature come in GTA San Andreas e in GTA V.
- Niko avrebbe potuto comprare delle droghe dagli spacciatori anche se non è noto se avrebbe potuto usarle o solo venderle per conto proprio.
- Niko avrebbe potuto portare le proprie ragazze o le prostitute a casa con lui e trascorrervi del tempo assieme.
- In una parte della storia del gioco sarebbe stato inverno e a Liberty City vi sarebbe stata la neve.
- Niko avrebbe potuto ascoltare la radio con il cellulare mentre era per strada.
- Niko possedeva una capigliatura più trascurata e sbarazzina rispetto ai capelli che ha nella versione finale. È possibile vederlo con tale acconciatura Beta, anche in alcuni dei primi trailer.
- Tra le attività con gli amici sarebbe stato possibile giocare ai videogiochi ed erano presenti ben tre videogiochi a scelta oltre all'ancora presente Q3BD, anche altri due giochi chiamati Z Revolution, che sembrava trattare di zombie e Space Monkey già presente in GTA San Andreas.
- Molti design di alcuni personaggi ed armi erano diversi così come alcuni obiettivi di missioni.
- La Statua della Spensieratezza nella versione Beta aveva un volto più somigliante alla reale Statua della Libertà. Nella versione finale, invece, la faccia della statua rappresenta un Easter Egg, essendo una caricatura del volto di Hilary Clinton. Inoltre la statua non sorregge una fiaccola ma una tazza di caffè (ciò è un riferimento ad una mod di Grand Theft Auto: San Andreas, ovvero la Hot Coffee. Questa mod permetteva ai giocatori di vedere il protagonista mentre aveva dei rapporti sessuali con altri personaggi del gioco. Fu proprio la Clinton, infatti, che contestò il gioco a causa di questa mod, causandone la rimozione.)
- Diverse missioni principali sono state rimosse tra le quali due che ci vengono rivelate nel video di "GTA Series Videos": "I and High" svolta per Little Jacob e "My American Dream" svolta per Roman, inoltre dai concept del gioco si vedevano alcune scene di una missione del gioco che è stata poi cancellata, dove Niko avrebbe dovuto assassinare un bersaglio importante, probabilmente una celebrità o un politico di Liberty City, e avrebbe dovuto usare un lanciarazzi per distruggere il suo veicolo mentre era scortato da diverse volanti della polizia.
- Nella missione "Three Leaf Clover", ovvero quella riguardante la rapina in banca, si sarebbe potuto consigliare a Packie McReary quale approccio avere nel colpo, se usare un approccio più avventato basato sulla forza facendosi largo tra poliziotti e civili con le armi da fuoco o un approccio intelligente fingendosi guardie di sicurezza e rubando uno dei furgoni blindati della banca. Tale opzione è stata scartata e solo l'approccio avventato è stato mantenuto per la missione, ma questa peculiarità di poter decidere il piano da seguire durante le rapine è stata poi ripresa dal sequel GTA V.
- Nella missione "Bull in a China Shop"  svolta per Vlad, nella versione Beta era possibile entrare nel negozio del commerciante cinese e distruggere la sua mercanzia, tuttavia esagerando nel distruggere il suo negozio o picchiando il commerciante a morte, la missione sarebbe fallita. Nella versione finale, invece, si deve solo distruggere una delle vetrine del negozio.
- La mappa presentava alcune differenze di design. Inoltre inizialmente la Rockstar Games aveva pensato di creare una mappa più ampia con una zona di periferia limitrofa a Liberty City chiamata Liberty State, che avrebbe presentato autostrade di campagna e piccole cittadine.
- Era presente una radio in più chiamata "Head Radio".
- Il negozio di vestiti Russo ad Hove Beach nella versione Beta era denominato Binco mentre il negozio Modo era denominato Zip. Sia Binco che Zip sono degli storici negozi fittizi della serie, già presenti in titoli precedenti tra cui GTA San Andreas.
- Alcuni luoghi di Liberty City presentavano nomi diversi come l'"Outlook Park" che nella Beta era denominato "Overlook Park". O "Acter" che nella Beta era chiamato "Anger".
- I negozi italiani Hot Pizza erano negozi Pizza Stack, altra storica catena fittizia di pizzerie della serie GTA, ed erano accessibili contrariamente alla versione finale.
- Mangiando troppo Niko avrebbe vomitato come faceva Carl Johnson in GTA San Andreas.
- Venendo eliminati o arrestati si sarebbe sentita una breve musica di sottofondo che accompagnava la scena di Niko che veniva eliminato/arrestato, similmente a quando si completano le missioni, ma dalla tonalità più drammatica.